# Šalkarteniz
Šalkarteniz nebo Čelkarteniz (rusky Шалкартениз) je slanisko (na jaře jezero) v Aktobské oblasti v Kazachstánu. Leží severovýchodně od Aralského jezera. Má rozlohu 1800 km².

## Vodní režim
Na jaře do Šalkartenizu dotékají vody řek Torgaj a Irgiz a mění se na hořkoslané jezero s hloubkou 2 až 3 m.